# Klim Tchourioumov
Klim Ivanovitch Tchourioumov (en russe : Клим Иванович Чурюмов ; en ukrainien : Клим Іванович Чурюмов, Klym Ivanovytch Tchourioumov), né le 19 décembre 1937 à Mykolaïv et mort d'un accident vasculaire cérébral le 15 octobre 2016 à Kharkiv (Ukraine), est un astronome soviétique puis ukrainien.

## Biographie
En 1962 il a commencé à travailler pour l'usine d'Arsenal dans l'optique et le développement du programme spatial.
En 1969 il est envoyé par l'université de Kiev à l'observatoire du plateau de Kamenskoe à Alma-Ata (ancienne capitale du Kazakhstan) pour observer les comètes périodiques.
Découvreur avec Svetlana Guérassimenko de la comète 67P/Tchourioumov-Guérassimenko en 1969, Klim Tchourioumov est membre de l'Académie nationale des sciences d'Ukraine, de l'Union astronomique internationale, de l'Académie des sciences de New York, directeur du planétarium de Kiev, rédacteur en chef de la revue de vulgarisation Notre ciel (Наше Небо), président de la Société ukrainienne de l'astronomie amateur et auteur de livres pour enfants.
La comète qu'il a découverte avec Guérassimenko est la destination en 2014 de la mission spatiale Rosetta.